# Beitske Visser
Pour les articles homonymes, voir Visser.
 (octobre 2023).
Si vous disposez d'ouvrages ou d'articles de référence ou si vous connaissez des sites web de qualité traitant du thème abordé ici, merci de compléter l'article en donnant les références utiles à sa vérifiabilité et en les liant à la section « Notes et références ».
Beitske Visser, née le 10 mars 1995 à Dronten, est une pilote automobile néerlandaise anciennement membre du Red Bull Junior Team.

## Biographie

### Débuts en karting
Beitske Visser débute en Karting très tôt, dès l'âge de 5 ans sur des minikarts. À 7 ans, elle participe à sa toute première compétition. Elle finit par se faire remarquer aux Pays-Bas et en Belgique.
En 2007, elle s'engage au Rotax Euro Challenge et au Championnat d'Europe. En 2008, elle participe à plusieurs compétitions différentes (principalement en catégorie KF3), avec en point d'orgue les WSK International Series, mais c'est en Championnat asiatique qu'elle se fera remarquer avec une prometteuse sixième place sur le circuit de Coloane, à Macao.
Lors de l'année 2009, Beistke Visser participe à très peu d'épreuves internationales, mais se fait remarquer lors de ses rares apparitions, notamment lors de la Rotax Winter Cup, où elle termine vice-championne.

### 2010-2011: succès en karting et l'exploit en GT
L'année 2010 sera une des étapes importantes de sa carrière, puisqu'elle remporte les WSK Masters Series et finit deuxième aux WSK Euro Series, puis neuvième aux WSK World Series.
En janvier 2011, elle reçoit des mains de Michèle Mouton le tout premier CIK-FIA Women and Motor Sport Commission Award, qui récompense la meilleure pilote féminine de Karting.
Elle participe ensuite aux SuperNationals, célèbre course de karting à Las Vegas ou elle terminera sixième. Durant cette saison Beistke Visser se classe régulièrement dans le Top 10 et remporte 4 victoires d'épreuves : 2 en WSK Masters Series et 2 en BNL Karting Series.
La même année, elle est invitée par le constructeur automobile tchèque Praga, son sponsor en karting, à participer à une course automobile sur le Circuit d'Assen dans le cadre du championnat néerlandais de Grand Tourisme : le Dutch Supercar Challenge. Elle y fait sensation en remportant la première course du weekend devant beaucoup de pilotes expérimentés, ce fut sa première victoire en course automobile, à l'âge de 16 ans seulement. À la suite de cette performance, Praga lui propose de participer à l'épreuve suivante, sur le Circuit de Spa-Francorchamps: la première course se solde par un abandon, sa Praga R4S GT1 s'était faite pousser par un autre concurrent lors d'un freinage. Beistke Visser part donc dernière de la course 2, qu'elle termine en une très surprenante troisième position après avoir remonté une cinquantaine de concurrents grâce aux dépassements et à la stratégie de course.

### 2012: débuts en monoplace
Parallèlement à sa carrière en Kart, Beitske Visser débute en monoplace dans le Championnat ADAC Formel Masters, disputé en Allemagne, au sein de l'écurie Motopark Academy qui a effectué un rapprochement avec Lotus au point d'en prendre le nom.
La première manche de l'ADAC Formel Masters se déroule sur le Circuit d'Oschersleben, Visser finit neuvième de la première course, cinquième de la seconde course, et doit abandonner lors de la dernière. Lors de la seconde manche, à Zandvoort, elle est victime d'un accident spectaculaire aux essais: sa monoplace, ayant un problème avec les freins arrière et les roues avant bloquées, se retrouve projetée contre les murets de protection à plus de 100 km/h. Encore endolorie par l'accident, principalement au niveau du dos, Beistke Visser participe quand même à la seconde course et finit à la huitième place, synonyme de pole position pour la dernière course (grâce au système de grille inversée des huit premiers de la course précédentes). Elle entame donc la troisième course en première position mais se fait dépasser en début de course par Jason Kremer, qui, incapable de creuser un écart important, se fera rattraper par la néerlandaise, qui remporte son premier succès en monoplace.
Elle ne participe pas à la manche du Sachsenring mais revient pour le quatrième rendez-vous de la saison, au Nürburgring, où le climat se révèle incertain. Troisième des essais sur le sec, elle est pénalisée de 5 places pour avoir dépassé sous un drapeau jaune qu'elle n'avait pas vu. Au milieu des projections d'eau de la course 1, elle parvient à récupérer la place perdue au départ, sans parvenir à remonter davantage. En slicks sur une trajectoire extérieure encore humide au départ de la course 2, Beitske Visser peine à maintenir son rang, puis se fait percuter avant de remonter de la dernière à la douzième place tout en signant l'un des meilleurs temps. En accord avec la pilote, l'écurie tente un pari pour la course 3 en équipant sa voiture de pneus slicks alors que la pluie est encore menaçante. La balance n'a pas penché du bon côté et le retour des précipitations a contraint Beitske Visser à un numéro d'équilibriste pour conserver sa douzième place, sans pouvoir progresser au-delà.
Lors de l'étape suivante sur le Red Bull Ring, en Autriche, elle devance ses coéquipiers en signant le cinquième temps des essais. Elle effectue ensuite une remontée dans la course 1 après deux premiers tours mouvementés et franchit la ligne d'arrivée en sixième position. La tension monte encore d'un cran en course 2, contraignant la direction de course à distribuer des pénalités, si bien que la pilote néerlandaise n'a pas trop à souffrir des problèmes rencontrés sur la piste en étant finalement classée une nouvelle fois sixième. Elle ne voit pas l'arrivée de la dernière course à cause d'un accrochage impossible à éviter devant elle.
Beitske Visser se révèle ensuite à l'aise sur le tracé rapide du Lausitzring. Elle réussit le deuxième temps des essais à 5 centièmes de la pole position. Lors de la course 1, la bagarre est intense dans le peloton de tête, y compris avec ses coéquipiers. Beitske Visser termine quatrième, tout en réalisant le deuxième meilleur temps. Partie en pole position pour la course 2, Visser creuse l'écart à deux reprises (en raison de l'intervention de la voiture de sécurité) et remporte sa seconde victoire de la saison, pour sa première année en monoplace. Avec la grille inversée, elle s'élance ensuite huitième en course 3 et remonte rapidement ses adversaires. Mais les choses se compliquent avec le pilote en quatrième position et le duel se termine par une sortie de piste qui abîme la monoplace de Beitske Visser et la contraint à renoncer. Pendant l'accident, Visser se casse la main et doit déclarer forfait pour la manche de début septembre, disputée une nouvelle fois au Nürburgring. À la suite de la manche du Lausitzring, elle remonte en septième position au classement général.
Beistke Visser dispute finalement la dernière manche du championnat à Hockenheim. Sa main garde cependant des séquelles de l'accident du Lauzitsring, ce qui l’empêche de finir mieux que septième des essais. Elle termine cependant la saison sur une note positive en terminant les trois courses à la sixième place. Beitske Visser se classe huitième du championnat avec deux victoires, 109 points marqués, tout en ayant manqués deux manches.

### 2013: période Red Bull
En avril 2013, Beitske Visser annonce avoir été intégrée au Red Bull Junior Team, la filière des jeunes pilotes de Red Bull, qui a notamment aidé Sebastian Vettel dans sa carrière avant-F1. Elle s'engage a nouveau en ADAC Formel Master mais abandonne les courses de Karting.

## Carrière
Résultats par saison (karting)
| Saison | Championnat                                | Équipe          | Position |
| ------ | ------------------------------------------ | --------------- | -------- |
| 2007   | Rotax Max EuroChallenge - Junior           | Blanken Tuning  | 19e      |
| 2007   | Championnat de Belgique - KF3              |                 | 13e      |
| 2007   | Chrono Rotax Max Winter Cup - Junior       |                 | 18e      |
| 2007   | Chrono Dutch Rotax Max Challenge - Junior  |                 | 33e      |
| 2007   | Championnat des Pays-Bas - KF3             |                 | 6e       |
| 2008   | Championnat d'Allemagne - Junior           | Klaas Visser    | 32e      |
| 2008   | Open Masters d'Italie - KF3                | Klaas Visser    | 31e      |
| 2008   | CIK-FIA Monaco Kart Cup - KF3              | Klaas Visser    | 31e      |
| 2008   | Championnat de Belgique - KF3              | Klaas Visser    | 14e      |
| 2008   | CIK-FIA Championnat d'Asie Pacifique - KF3 | Klaas Visser    | 6e       |
| 2009   | Rotax Max EuroChallenge - Junior           | Team TKP        | 11e      |
| 2009   | Chrono Dutch Rotax Max Challenge - Junior  |                 | 19e      |
| 2009   | Rotax Max Winter Cup - Junior              | Team TKP        | 2e       |
| 2010   | Trophée Andrea Margutti - KZ2              |                 | 26e      |
| 2010   | CIK-FIA Monaco Kart Cup - KZ2              | Intrepid        | 13e      |
| 2010   | WSK Euro Series - KZ2                      |                 | 2e       |
| 2010   | SKUZA SuperNationals - KZ2                 | Champion Racing | n.c      |
| 2010   | WSK Masters Series - KZ2                   | Intrepid        | 1re      |
| 2010   | WSK World Series - KZ2                     |                 | 9e       |
| 2011   | CIK-FIA Championnat d'Europe - KZ1         | Intrepid        | 10e      |
| 2011   | CIK-FIA Coupe du Monde - KZ1               | Intrepid        | 27e      |
| 2011   | Trophée Andrea Margutti - KZ2              |                 | 6e       |
| 2011   | WSK Euro Series - KZ1                      |                 | 9e       |
| 2011   | SKUSA SuperNationals - KZ2                 | Intrepid        | 6e       |
| 2011   | Winter Cup - KZ2                           |                 | 16e      |
| 2011   | BNL Karting Series - KZ2                   |                 | 6e       |
| 2012   | Benelux Karting Series - KZ2               |                 | 11e      |
| 2012   | WSK Euro Series - KZ1                      | Intrepid        | 19e      |
| 2012   | Championnat des Pays-Bas - KZ2             |                 | 17e      |
| 2012   | WSK Masters Series - KZ1                   | Intrepid        | 19e      |

Résultats par saison (sport automobile)
| Saison | Championnat                   | Équipe                    | Courses | Victoires | Poles | M/Tours | Podiums | Points | Position |
| ------ | ----------------------------- | ------------------------- | ------- | --------- | ----- | ------- | ------- | ------ | -------- |
| 2011   | Dutch Supercar Challenge      | Race4Slovakia             | 4       | 1         | 0     | 1       | 1       | 0†     | n.c†     |
| 2012   | ADAC Formel Masters           | Motopark Academy          | 17      | 2         | 1     | 0       | 2       | 109    | 8e       |
| 2012   | Baku City Challenge           | Motopark Academy          | 2       | 0         | 0     | 0       | 0       | 0      | 13e      |
| 2013   | ADAC Formel Masters           | Motopark Academy          | 24      | 1         | 0     | 0       | 2       | 117    | 8e       |
| 2014   | Formule Renault 3.5 Series    | AVF Formula               | 17      | 0         | 0     | 0       | 0       | 11     | 21e      |
| 2014   | GP3 Series                    | Hilmer Motorsport         | 2       | 0         | 0     | 0       | 0       | 0      | 27e      |
| 2015   | Formule Renault 3.5 Series    | AVF Formula               | 17      | 0         | 0     | 0       | 0       | 3      | 23e      |
| 2015   | GP3 Series                    | Trident Racing            | 2       | 0         | 0     | 0       | 0       | 0      | 28e      |
| 2016   | Formule V8 3.5 Series         | Teo Martín Motorsport     | 16      | 0         | 0     | 0       | 0       | 0      | 30e      |
| 2017   | GT4 European Series           | Megatron Team Partrax     | 2       | 1         | 0     | 0       | 1       | 0†     | n.c†     |
| 2018   | GT4 European Series           | RN Vision STS             | 12      | 2         | 0     | 0       | 3       | 100    | 6e       |
| 2018   | Championnat de France FFSA GT | 3Y Technology             | 2       | 0         | 0     | 0       | 0       | 0†     | n.c†     |
| 2019   | W Series                      | Hitech Grand Prix         | 6       | 1         | 0     | 2       | 4       | 100    | 2e       |
| 2019   | International GT Open         | Senkyr Motorsport         | 6       | 0         | 0     | 0       | 1       | 33     | 11e      |
| 2020   | European Le Mans Series       | Richard Mille Racing Team | 5       | 0         | 0     | 0       | 0       | 20     | 10e      |
| 2021   | W Series                      | M. Forbes Motorsport      | 7       | 0         | 0     | 0       | 0       | 38     | 8e       |
| 2021   | Endurance FIA                 | Richard Mille Racing Team | 5       | 0         | 0     | 0       | 0       | 20     | 10e      |
| 2022   | W Series                      | Sirin Racing              | 7       | 1         | 1     | 0       | 3       | 93     | 2e       |

† – Pilote invitée, ne marque aucun point

## Résultats aux 24 Heures du Mans
| Année | Équipe                    | no | Châssis  | Moteur                | Pneus    | Catégorie | Équipières                      | Tours | Résultat |
| ----- | ------------------------- | -- | -------- | --------------------- | -------- | --------- | ------------------------------- | ----- | -------- |
| 2020  | Richard Mille Racing Team | 50 | Oreca 07 | Gibson GK428 4,2 l V8 | Michelin | LMP2      | Tatiana Calderón Sophia Flörsch | 364   | 13e      |
| 2021  | Richard Mille Racing Team | 1  | Oreca 07 | Gibson GK428 4,2 l V8 | Goodyear | LMP2      | Tatiana Calderón Sophia Flörsch | 74    | Abandon  |

## Palmarès
Karting:
- Vice-championne de la Rotax Winter Cup 2009
- Vice-championne des WSK Euro Series 2010
- Championne des WSK Masters Series 2010
- Vainqueur des meetings de Genk et d'Ostricourt en BNL 2011
- Vainqueur des meetings de Viterbe et Sienne en WSK Masters Series 2011

## Informations diverses
- La sœur de Beitske, Wietske Visser, âgée de 13 ans, est également pilote de Karting.
- Les circuits préférés de Kart de Beitske Visser sont ceux de Lonato (Italie) et de Campillos (Espagne)